# Anthodioctes xilitlae
Anthodioctes xilitlae är en biart som beskrevs av Urban 1999. Anthodioctes xilitlae ingår i släktet Anthodioctes och familjen buksamlarbin. Inga underarter finns listade i Catalogue of Life.